# アサヒライズ (専門商社)
アサヒライズ株式会社（英：ASAHI RISE Co.,Ltd.）は、自動車用前照灯などの放電管用口金を開発・製造の他、エフイーティーを吸収合併したことに伴い、専門商社として海外の自動車用品、二輪車用品の販売も行う。群馬県前橋市に本社を置く。

## 概要
- 代表者 - 代表取締役社長 宇井 孝廣
- 本社所在地 - 群馬県前橋市西善町2004

## 沿革
- 1949年5月 - 設立
- 2009年5月 - エフイーティーを吸収合併し、FET事業部とする。

| スタブアイコン | サブスタブ | この項目は、まだ閲覧者の調べものの参照としては役立たない、企業に関連した書きかけの項目です。この項目を加筆・訂正などしてくださる協力者を求めています（PJ:経済）。 |